# Eddie Evans
Pour les articles homonymes, voir Evans.
Pas d'image ? Cliquez ici

a Compétitions nationales et continentales officielles uniquement.

b Matchs officiels uniquement.
Dernière mise à jour le 1 mars 2024.
Edward A. Evans, né le 15 septembre 1964 à Terrace (Canada), est un ancien joueur de rugby à XV canadien, évoluant au poste de pilier pour l'équipe nationale du Canada.

## Carrière
Eddie Evans obtient 49 sélections internationales avec l'équipe du Canada, il fait ses débuts le 8 novembre 1986 contre les États-Unis. Sa dernière apparition a lieu le 22 août 1998 contre l'Argentine.  
Il joue neuf matchs de Coupe du Monde en 1987, 1991 et 1995.
Entre 1992 et 2002, il joue avec le club japonais de IBM Big Blue (en).

## Palmarès

### Sélections nationales
- 49 sélections en équipe du Canada
- 3 essais
- 14 points
- Nombre de sélections par année : 1 en 1986, 4 en 1987, 2 en 1989, 2 en 1990, 7 en 1991, 2 en 1992, 2 en 1993, 5 en 1994, 8 en 1995, 3 en 1996, 7 en 1997, 6 en 1998

- Participation à la Coupe du Monde en 1987 (2 matchs disputés, 2 comme titulaire), 1991 (4 matchs disputés, 4 comme titulaire), 1995 (3 matchs disputés, 3 comme titulaire).